# Gunnar Sjöberg (präst)
Gunnar Sjöberg, född i Korpilombolo 1957, är en svensk präst i Svenska kyrkan sedan 1982. Sjöberg är författare och krönikör och var mellan 2013 och 2017 kommunikationschef på nationell nivå i Svenska kyrkan.

## Biografi
Sjöberg har skrivit ett antal böcker, bland annat Strömmar och För oss idag, tillsammans med Inger Aasa Marklund, samt Vägen, skriven tillsammans med K.G. Hammar, Maggie Hemström och Hans Hartman. Han har i samarbete med Pelle Lind, Kenneth Ström och Göran Sjöberg producerat filmen Nu dansar jag utan dig.
Under fem år på 1990-talet arbetade Sjöberg heltid som konsult i företaget Institutet Ungdom och Framtid. Han har även arbetat som skolpräst i Luleå, stiftsadjunkt i Luleå stift samt komminister i Bergnäskyrkan, Luleå. 
Åren 2001–2004 var han föreståndare för stiftsgården Breidagård. Sedan 2001 var Sjöberg regelbunden krönikör i Norrbottens-Kuriren och dess affärstidning Näringsliv Norrbotten. Hösten 2005 utsågs Sjöberg till utvecklingschef vid Svenska kyrkan i Uppsala stift, där han sedan blev stiftsdirektor i maj 2011.
Mellan 2013 och 2017 arbetade han som kommunikationschef på nationell nivå i Svenska kyrkan. Sjöberg kom att uppmärksammas genom sina ställningstaganden till Facebookgruppen "mittkors" som skapades av bland annat Annika Borg efter det bestialiska mordet på den franska prästen Jacques Hamel(en).
Sjöberg lämnade denna tjänst 2017 för att, enligt egen utsago, ”bejaka sin längtan att komma närmare den pastorala verkligheten”, men han medgav att debatten kring "Mitt kors" förstärkt hans upplevelse av vad som var hans kall.
Sjöberg var en av kandidaterna vid biskopsvalet i Luleå stift 2017, där valet dock vanns av Åsa Nyström.
Sjöberg började därefter en tjänst som kyrkoherde i Svenska kyrkan i Torrevieja på Costa Blanca i Spanien. Han uppmärksammades där 2018 för att förrätta den första kyrkliga vigseln i Spanien mellan två män. Han lämnade denna tjänst 2019.
Sjöberg är (2025) krönikör på Kyrkans Tidning.

### Familj
Sjöberg är son till Folke Sjöberg (1930–1980) och Gunvor (född Markgren).